# Rheumaptera reducta
Rheumaptera reducta är en fjärilsart som beskrevs av Ludwig Osthelder 1929. Rheumaptera reducta ingår i släktet Rheumaptera och familjen mätare. Inga underarter finns listade.